# Paso Bonilla
Paso Bonilla és un poble de l'Uruguai ubicat al departament de Tacuarembó. Es troba aproximadament a 10 km de la ciutat capital del departament.

## Població
El 2004 la seva població era de 445 habitants.
| 1963 | 1975 | 1985 | 1996 | 2004 | 2011 |
| ---- | ---- | ---- | ---- | ---- | ---- |
| 74   | 368  | 743  | 286  | 445  | 510  |

## Economia
Una activitat important a la zona és la forestació.